# Várzea da Roça
Várzea da Roça is een gemeente in de Braziliaanse deelstaat Bahia. De gemeente telt 15.171 inwoners (schatting 2009).

## Aangrenzende gemeenten
De gemeente grenst aan Capela do Alto Alegre, São José do Jacuípe, Mairi, Serrolândia en Quixabeira.